# فینال جام باشگاه‌های تهران ۱۳۴۸
فینال جام باشگاه‌های تهران ۱۳۴۸ یک مسابقه فوتبال بود که برای تعیین تیم قهرمان مسابقات جام باشگاه‌های تهران ۴۸–۱۳۴۷ بین دو تیم پاس و تاج و به میزبانی ورزشگاه امجدیه در ۱۲ شهریور ۱۳۴۸ برگزار شد. قهرمان این مسابقات مجوز حضور در مسابقات باشگاهی قهرمانی آسیا ۱۹۷۰ را نیز به دست می‌آورد. تاج توانست این بازی را با نتیجه ۴–۱ ببرد تا علاوه بر کسب قهرمانی تهران مجوز حضور در رقابت‌های آسیایی را نیز به دست آورد.

## پیشینه
این نخستین بازی پاس در فینال جام باشگاه‌های تهران بود و تیم تاج پیش از این ۴ مرتبه در فینال جام باشگاه‌های تهران حاضر شده بود. این تنها مرتبه‌ای بود که قهرمان مسابقات باشگاه‌های تهران به عنوان نماینده ایران در بازی‌های آسیایی حاضر می‌شد و همین امر حساسیت این بازی را دو چندان کرده بود.

## ورزشگاه
امجدیه که در آن زمان بزرگ‌ترین ورزشگاه فوتبال ایران بود و میزبانی بیشتر بازی‌های ملی و باشگاهی ایران را بر عهده داشت به عنوان ورزشگاه میزبان این بازی برگزیده شده بود.

## مسیر تا فینال
بازی‌های مرحله دسته‌بندی برای تعیین دسته‌های باشگاه‌های تهران در آذر و دی ۱۳۴۷ با حضور ۵۸ تیم برگزار شد. بازی‌های مرحله گروهی و حذفی در تابستان ۱۳۴۸ به انجام رسید.
| تاج                | تاج                | مرحله           | پاس                | پاس                |
| ------------------ | ------------------ | --------------- | ------------------ | ------------------ |
| حریف               | نتیجه              | دسته‌بندی        | حریف               | نتیجه              |
| آریا               | ۵–۰                | بازی نخست       | سپهر               |                    |
| ورزنده             | ۴–۰                | بازی دوم        | سپه                |                    |
| داریوش             | ۳–۰                | بازی سوم        | بانک ملی           |                    |
| حمل و نقل          | ۱–۰                | بازی چهارم      | -                  | -                  |
| حریف               | نتیجه              | گروهی           | حریف               | نتیجه              |
| بانک ملی           | ۷–۰                | بازی نخست       | نگهبان             |                    |
| برق                | ۲–۰                | بازی دوم        | آرارات             |                    |
| راه‌آهن             | ۰–۱                | بازی سوم        | اقبال              |                    |
| صعود به مرحله حذفی | صعود به مرحله حذفی | رتبه نهایی      | صعود به مرحله حذفی | صعود به مرحله حذفی |
| حریف               | نتیجه              | مرحله حذفی      | حریف               | نتیجه              |
| پرسپولیس           | ۳–۱                | یک چهارم نهایی  |                    |                    |
| شهربانی            | ۰–۰                | نیمه‌نهایی       |                    |                    |
| شهربانی            | ۳–۰                | تکرار نیمه‌نهایی | -                  | -                  |
| صعود به فینال      | صعود به فینال      | رتبه نهایی      | صعود به فینال      | صعود به فینال      |

## شرح بازی
در دقیقه ۱۲ غلامحسین فرزامی با ضربه سر و در پی اشتباه محرز حسین آقایی تیم تاج را یک بر صفر پیش انداخت.
هنوز پنج دقیقه از گل اول تاج نگذشته بود که داریوش مصطفوی با یک شوت سنگین از زاویه‌ای بسته دروازه تیم پاس را گشود تا نتیجه بازی ۲ بر صفر به سود تاج شود.
در دقیقه ۳۰ بازی پرویز قلیچ‌خانی در داخل محوطه جریمه تیم تاج مرتکب خطایی شد که عبدالرضا موزون به نشانه پنالتی سوتش را به صدا درآورد. محمود یاوری پشت توب ایستاد و گل اول تیم پاس را به ثمر رساند تا بازی در نیمه اول ۲ بر ۱ به پایان برسد.
در دقیقه ۳۵ اکبر افتخاری از روی ضربه ایستگاهی دروازه تیم تاج را گشود که داور این گل را مردود اعلام کرد.
در دقیقه ۵۰ علی جباری با یک نفوذ به سمت دروازه پاس موفق به زدن گل سوم برای تیم تاج شد.
اکبر افتخاری در دقیقه ۸۸ با شوتی سنگین از سمت راست زمین دروازه تیم پاس را گشود. در به ثمر رسیدن این گل کارو حق‌وردیان نقش بسزایی داشت.

## جزئیات مسابقه
| تاج                                               | ۴ – ۱ | پاس                |
| ------------------------------------------------- | ----- | ------------------ |
| فرزامی ۱۲' · مصطفوی ۱۸' · جباری ۵۰' · افتخاری ۸۷' | گزارش | یاوری ۳۰' (پنالتی) |

| تاج:          |                    |
|               |                    |
|               | حسین قاضی‌شعار      |
|               | منصور پورحیدری     |
|               | پرویز قلیچ‌خانی (ک) |
|               | مهدی لواسانی       |
|               | عزت جانملکی        |
|               | کارو حق‌وردیان      |
|               | احمد منشی‌زاده      |
|               | علی جباری          |
|               | داریوش مصطفوی      |
|               | غلامحسین فرزامی    |
|               | اکبر افتخاری       |
| تعویضی‌ها:     |                    |
|               | ایران              |
|               | ایران              |
| سرمربی:       |                    |
| علی دانایی‌فرد |                    |

| پاس:      |                 |
|           |                 |
|           | کیوان نیک‌نفس    |
|           | اکبر افتخاری    |
|           | مجتبی دائمی     |
|           | حسین آقایی      |
|           | حسن حبیبی (ک)   |
|           | منوچهر حبیبی    |
|           | محمود یاوری     |
|           | همایون شاهرخی   |
|           | پرویز میرزا حسن |
|           | مهدی مناجاتی    |
|           | اصغر شرفی       |
| تعویضی‌ها: |                 |
|           | ایران           |
|           | ایران           |
| سرمربی:   |                 |
| ایران     |                 |

| مقامات رسمی مسابقه - کمک داورها: - حسین سلیم‌آبادی - مصطفی اعتمادی | قوانین بازی - ۹۰ دقیقه - ۳۰ دقیقه وقت اضافه و ضربات پنالتی در صورت لازم - تنها دو تعویض |